# Central City (Nebraska)
Pour les articles homonymes, voir Central City.
Central City est une ville américaine située dans l'État du Nebraska. Elle est le siège du comté de Merrick.